# Hemiphylacus hintoniorum
Hemiphylacus hintoniorum là một loài thực vật có hoa trong họ Thích diệp thụ. Loài này được L.Hern. miêu tả khoa học đầu tiên năm 1995.